# Birthe Wilke
Birthe Wilke (* 19. März 1936) ist eine dänische Sängerin.

## Leben und Wirken
Aufgewachsen in Kopenhagen gewann sie als junges Mädchen bereits einen Talentwettbewerb und als 20-Jährige nahm sie ihre erste Schallplatte auf: eine Version von Doris Days Que Sera, Sera.
Nachdem beim Dansk Melodi Grand Prix ein Titel für sie und den Sänger Gustav Winckler ausgewählt wurde, durften diese als erste Dänen ihr Land beim Eurovision Song Contest im Jahr 1957 vertreten. Das Duett Skibet skal sejle i nat (dt.: Das Schiff sticht heute Nacht in See) beendeten die beiden Sänger mit einem langen Kuss, was zu der damaligen Zeit für Entrüstung sorgte. Schließlich erreichten sie den dritten Platz. Alleine nahm sie am Eurovision Song Contest 1959 erneut teil und erreichte mit ihrem heiteren Chanson Uh, jeg ville ønske jeg var dig (dt.: Uh, ich wünschte, ich wäre du) den fünften Platz. Zu dieser Zeit hatte sie Auftritte in Deutschland, Polen und den USA.
Ab Mitte der 1960er Jahre zog sie sich ins Privatleben zurück.